# ریچارد پل اوانز
```
ریچارد پل اوانز
 (متولد ۱۱ اکتبر ۱۹۶۲) نویسنده آمریکایی است که برای نوشتن 
جعبه کریسمس
 و اخیراً مجموعه مایکل وی شناخته شده‌است.
```

## زندگی‌نامه
اوانز از دبیرستان کوتانوود (Cottonwood) در موری سیتی واقع در یوتا فارغ‌التحصیل شد. او با مدرک لیسانس از دانشگاه یوتا در سال ۱۹۸۴ فارغ‌التحصیل شد.
در حالی که به عنوان یک مدیر اجرایی کار می‌کرد، یک داستان دربارهٔ کریسمس برای فرزندانش نوشت. او نتوانست ناشری برای این داستان خود پیدا کند و مجبور شد آن را به صورت یک رمان کاغذی به نام جعبه کریسمس منتشر کند. او آن را به کتابفروشی‌های شهر خود توزیع کرد. این کتاب آن قدر در سطح محلی آنقدر پرفروش شد که اوانز آن را در سطح منطقه نیز منتشر ساخت.
سال بعد جعبه کریسمس شماره ۲ را در فهرست پرفروش نیویورک تایمز به ثبت رساند و یک مزایده برای حق چاپ و نشر کتابش در بین چاپخانه‌های برتر دنیا منتشر گذاشت. اوانز یک قرارداد چاپی با سایمون و شوستر امضا کرد و مبلغ ۴٫۲ میلیون دلار پیش پرداخت دریافت کرد.
جعبه کریسمس در سال ۱۹۹۵ به صورت گالینگور به چاپ رسید و اولین کتاب در نیویورک تایمز بود که به‌طور هم‌زمان هم برای نسخه کاغذی و هم نسخه چاپی در رتبه نخست فروش قرا گرفت. در همان سال، این کتاب به یک فیلم تلویزیونی از همان عنوان تبدیل شد، با بازی ریچارد توماس و مورین اوهارا.
پس از آن اوانز ۳۶ کتاب محبوب در سطح ملی را مناسب کودکان، با مضامین محافظه کارانه مسیحی و با احترام به ارزشهای خانوادگی، نوشت. کتاب ساعت (۱۹۹۶) او به یک فیلم تلویزیونی از نائومی واتس، جیمز اورل جونز و الن برستین به نام قفل (۱۹۹۸) تبدیل شد که از ونسا ردگریو بازی خوبی گرفته بود. یک روز کامل (۲۰۰۶)، که با راب لو و کریستوفر لوید شاخص شد؛ وعده هندی (۲۰۱۶)، با هنرمندی جیمی کینگ و لوک ماکفارلن؛ و مسافرخانه مارشال (۲۰۱۷) که آلیشیا ویت و دیوید آلپای در آن بازی کردند.
در بهار ۱۹۹۷، اوانز خانه بین‌المللی صندوق کریسمس را تأسیس کرد. کار این سازمان ساخت پناهگاه‌ها و ارائه خدمات ویژه برای کودکان مورد آزار قرار گرفته‌است. از سال ۲۰۱۷، بیش از ۳۵٬۰۰۰ کودک با امکانات خانه صندوق کریسمس سروکار داشته‌اند.
اوانز، یکی از اعضای کلیسای عیسی مسیح قدیسان آخرالزمان است. او هم‌اکنون در سالت لیک سیتی واقع در یوتا با همسرش کری، پنج فرزند و یک نوه زندگی می‌کند.
او گروه «قبیله کینگز» را برای مبارزه با احساس انزوا در میان مردان و اعتقاد بر این که «مردانگی دیگر ارزش ندارد» تأسیس کرد. عضویت در گروه شامل یک مراسم عروسی است.

### ادعاهای مزاحمت جنسی
در سال ۲۰۱۸ معلوم شد که اوانز به دلیل اتهاماتی که به دلیل بوسیدن یک نویسنده زن در مورد او بود، به فانکس، یک کنسرت کمیک در سالت لیک دعوت نشد.
اوانز در مصاحبه ای که روز سه شنبه در شبکه KUTV در سالت لیک سیتی پخش شد، برخی از اعضای جنبش #metoo را متهم کرد و گفت: "ااین ماجراها اکثراً در جاهایی که مردان بی گناه درآن قرار دارند پیش رفته و در آن جنگ علیه مردان است. " وی به کریس جونز گفت که "این جنگی برای مردان است" و در واقع مردان مورد آزار هستند. این نتیجه اهمیت دادن زیاد به تغییر فرهنگ و روان شدن به سمت فمینیست است، و افزود: "کتاب‌های زیادی نوشته شده‌اند که می‌گویند، دوباره، که مردان باید بیرون بیایند، که آنها باید بیش از ۱۰ درصد از جمعیت را تشکیل دهند. خوب، این باعث می‌شود مردان احساس یهودیان را در آلمان نازی را داشته باشند "

## کتابشناسی

### غیر داستانی
- معجزه جعبه کریسمس: سفر روحانی سرنوشت، شفا و امید (۲۰۰۱)
- پنج درس که یک میلیونر به من آموخت: دربارهٔ زندگی و ثروت (۲۰۰۴)
- پنج درس که یک میلیونر به من آموخت: برای زنان (۲۰۰۹)
- چهار درب (۲۰۱۴)

### داستانی
- جعبه کریسمس
  1. جعبه کریسمس (۱۹۹۵)
  2. ساعت (۱۹۹۶)
  3. نامه (۱۹۹۶)
- قفل
  1. قفل (۱۹۹۸)
  2. شیشه مورد نظر (۱۹۹۹)
  3. چرخ فلک (۲۰۰۱)
- پیاده‌روی
  1. پیاده‌روی (۲۰۰۹)
  2. مایل به vtjk (2011)
  3. جاده به گریس (۲۰۱۲)
  4. گام ایمان (۲۰۱۳)
  5. قدم زدن در آب (۲۰۱۴)
- جاده شکسته
  1. جاده شکسته (۲۰۱۷)
  2. جاده فراموش شده (۲۰۱۸)
  3. جاده برگشت (۲۰۱۹)
- مایکل وی
  1. مایکل وی: زندانی سلول ۲۵ (۲۰۱۱)
  2. مایکل وی: قیام الجن (۲۰۱۲)
  3. مایکل وی: جدال با آمپر (۲۰۱۳)
  4. مایکل وی: شکار اژدهای یشمی (2014)[۶]
  5. مایکل وی: طوفان آذرخش (۲۰۱۵)
  6. مایکل وی: سقوط هادس (۲۰۱۶)
  7. مایکل وی: آخرین درخشش (۲۰۱۷)

مایکل وی انگل ۲۰۲۲
مایکل وی دشمن ۲۰۲۳
- کریسمس هر روز، از داستان کوتاه ویلیام دین هاولز اقتباس شده‌است (۱۹۹۶)
- هدیه اول کریسمس (۱۹۹۶)
- آخرین وعده (۲۰۰۲)
- یک روز کامل (۲۰۰۳)
- آفتابگردان (۲۰۰۵)
- پیدا کردن نوئل (۲۰۰۶)
- هدیه (۲۰۰۷)
- گریس (۲۰۰۸)، دوباره به عنوان If Only منتشر شد (۲۰۱۵)
- فهرست کریسمس (۲۰۰۹)
- وعده من (۲۰۱۰)
- از دست رفته دسامبر (۲۰۱۱)
- رؤیای زمستانی (۲۰۱۲)
- وعده مدیسه (۲۰۱۴)
- مارشال (۲۰۱۵)
- راز عنکبوت (۲۰۱۶)
- خاطرات نول (۲۰۱۷)

### کتاب‌های کودکان
- شمع کریسمس (۱۹۹۸)
- رقص (۱۹۹۹)
- Spyglass: کتاب دربارهٔ ایمان (۲۰۰۰)
- برج (۲۰۰۱)
- نور کریسمس (۲۰۰۲)